# Rossignol (outil)
Pour les articles homonymes, voir Rossignol (homonymie).

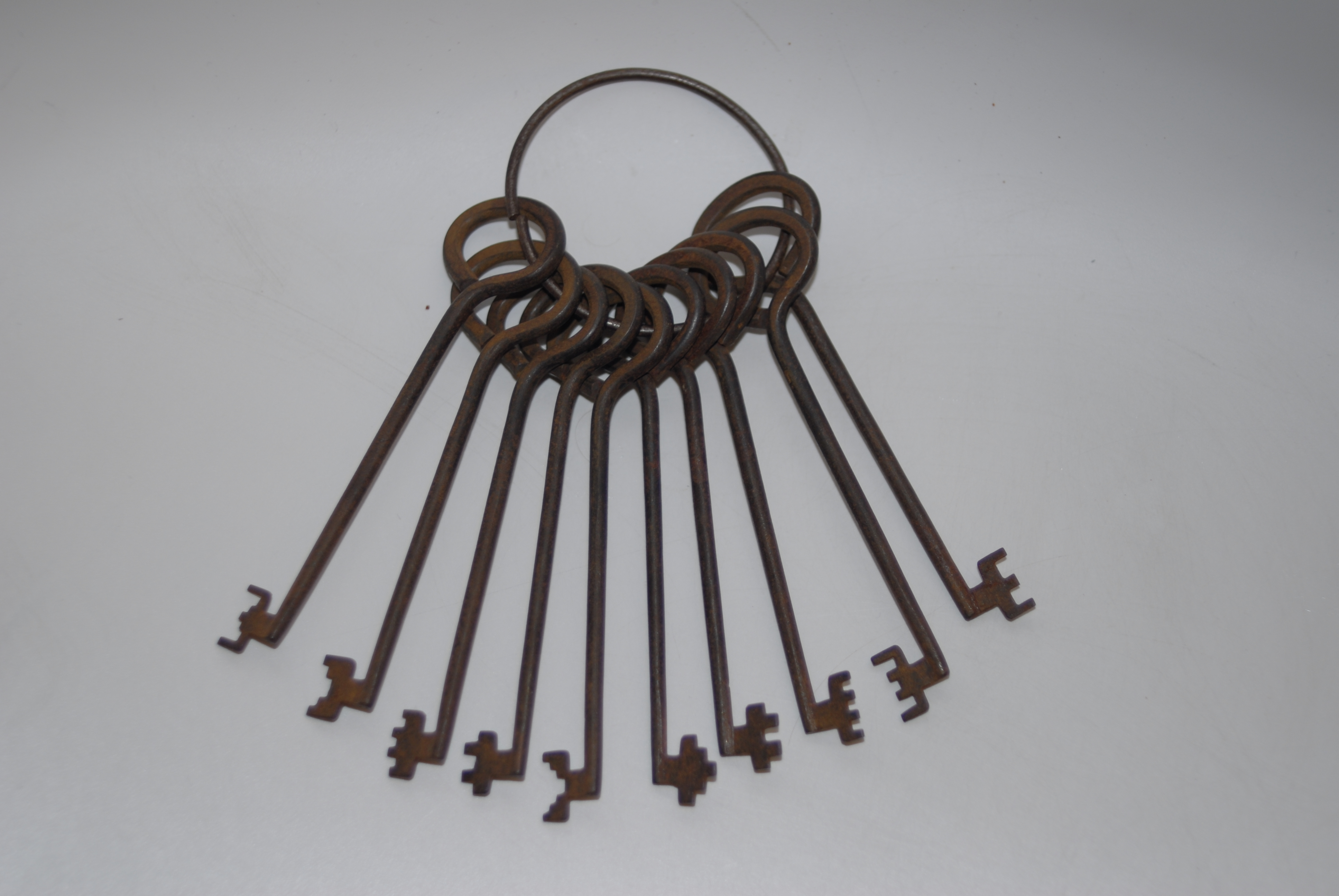
Un jeu de rossignols pour serrure à gorges.

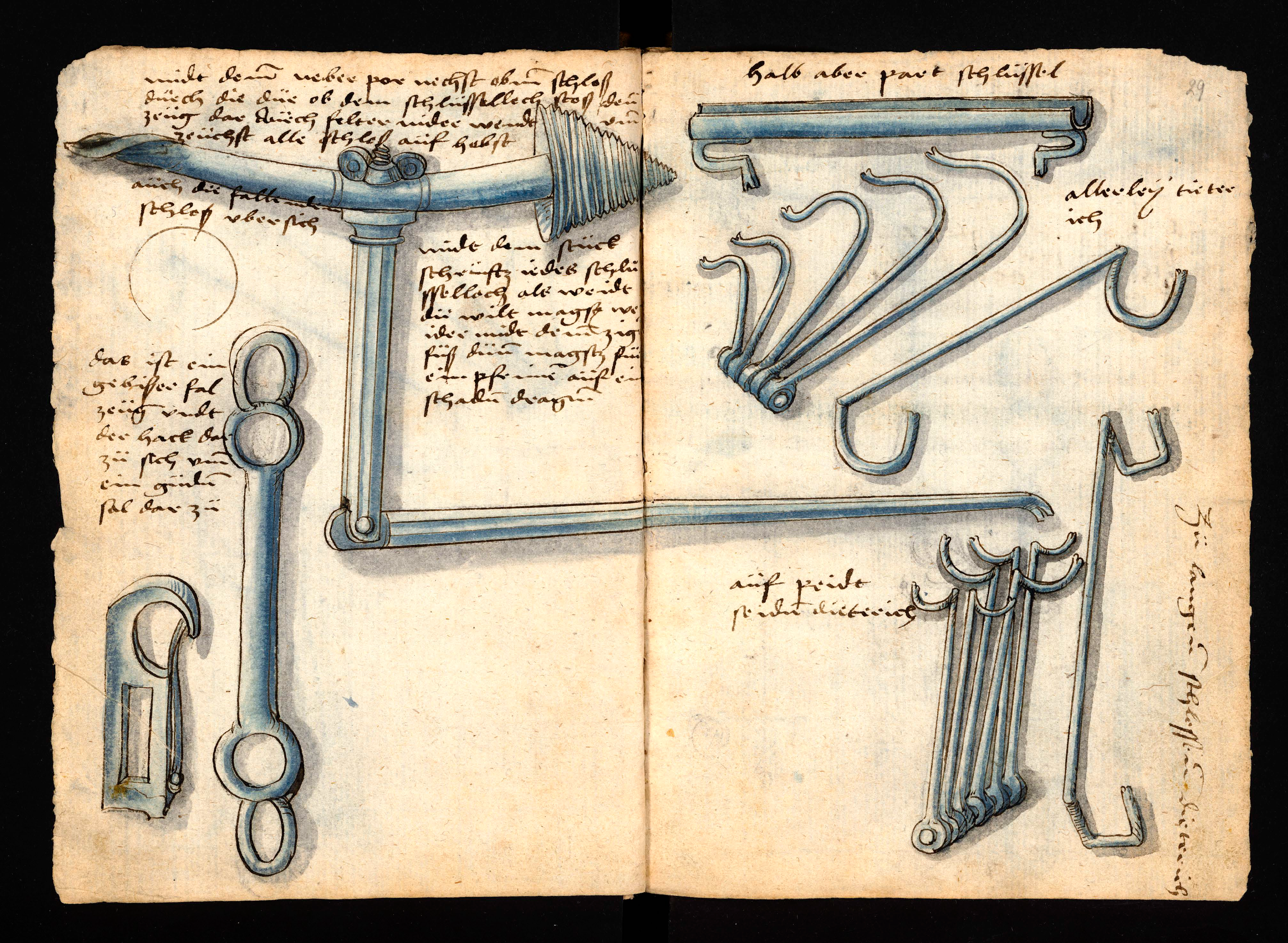
Différentes lames et outils pour ouvrir et forcer les serrures du Codex Löffelholz, Nuremberg 1505

Un rossignol est un instrument pour crocheter les serrures.
Il prend parfois la forme d'un jeu de clefs particulières.